# アウトストラーダ A32
アウトストラーダ A32は、アウトストラーダ・デル・フレジュスもしくはアウトストラーダ・トリノ - バルドネッキアとも呼ばれるイタリアのアウトストラーダである。道路延長は72.4キロメートル(以下 km と表記する)であり、ピエモンテ州の州都トリノを起点とし、イタリアとフランスをフレジュス道路トンネルを経由して接続し、フランス側ではオートルート A43としてリヨンまでつながっている。

## 歴史
この道路の建設は、1980年7月にフレジュス道路トンネルが開通した直後に始まった。1983年には、サヴォールクスからトンネルまでの区間が、トンネルに向けての登りが2車線、反対側1車線の上下線非分離3車線道路として開通した。
1987年には、デヴェイスとサヴォールクスの区間が上下線分離道路として開通した。一方、1985年から地形学的観点で工事が最複雑な区間であるスーザとデヴェイスの工事が始まった。
谷に沿って、ブルエーレ本線料金所を含むリーヴォリのトリノ環状線との接続部から始まり、アヴィリアーナ - ブッソレーノ区間、リーヴォリ - アヴィリアーナ区間、と1990年内に開通が進んだ。
1992年11月に、長さ5.2 km の2本のチェルズトンネル
を含むスーザ東からデヴェイスまでの最も困難な区間が開通した。
長さ4.4 km のプラポンティントンネルを含むブッソレーノとスーザ東の区間を除き、ほとんどが完成した。この区間は1994年夏までに完成した。
続いて、1997年に、一本の長いトンネルの開通とともに、ウルクス西 - 国道24号モンジネーブロの出入口が開通した。一方、2006年トリノオリンピックが、このアウトストラーダの歴史の始まりの区間であるサヴォールクスからフレジュストンネルの区間の片側2車線上下線分離化の資金調達を可能にした。

## 現在の状況
この道路は、フレジュストンネルのイタリア側部分を含めて、SITAF(イタリアフレジュス道路トンネル会社)により管理されている。
A32は、欧州自動車道路としては、スペインのア・コルーニャとトルコのトラブゾンを結び東西に延びる幹線E70号線の一部である。

### 通行料
イタリアの多くのアウトストラーダとは異なりトリノ - バルドネッキアには通行料金徴収のための出入口料金所は整備されていない。しかし本線料金所が2箇所ある。1箇所は、アヴィリアーナのバッサ・ヴァッレ・スーザ、もう1箇所は、サルベルトランドのアルタ・ヴァッレ・スーザである。したがって、それらの本線料金所を通らない場合には、通行料の支払いはない。

### 行程

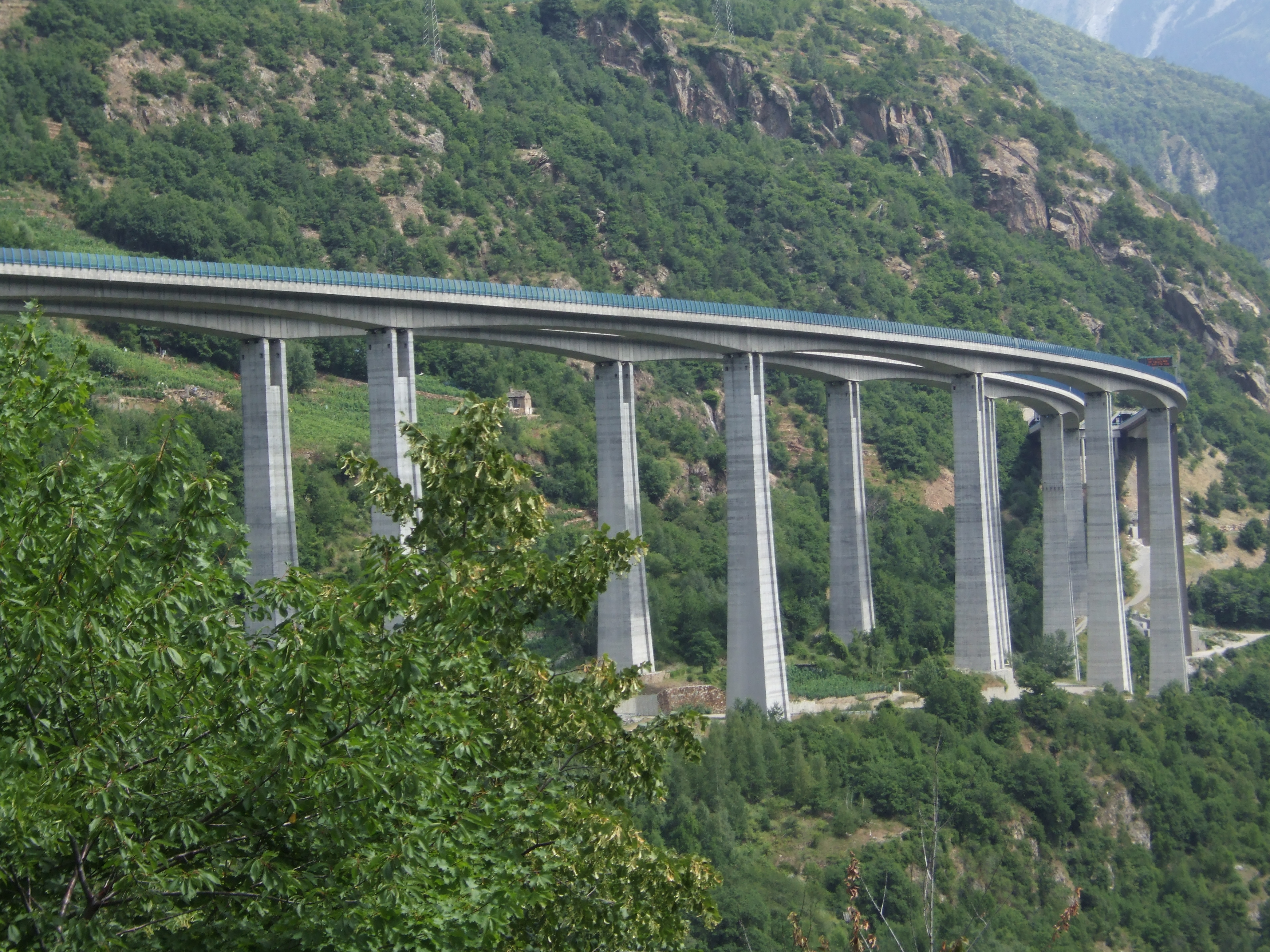
キオモンテ近郊にあるラマート高架橋

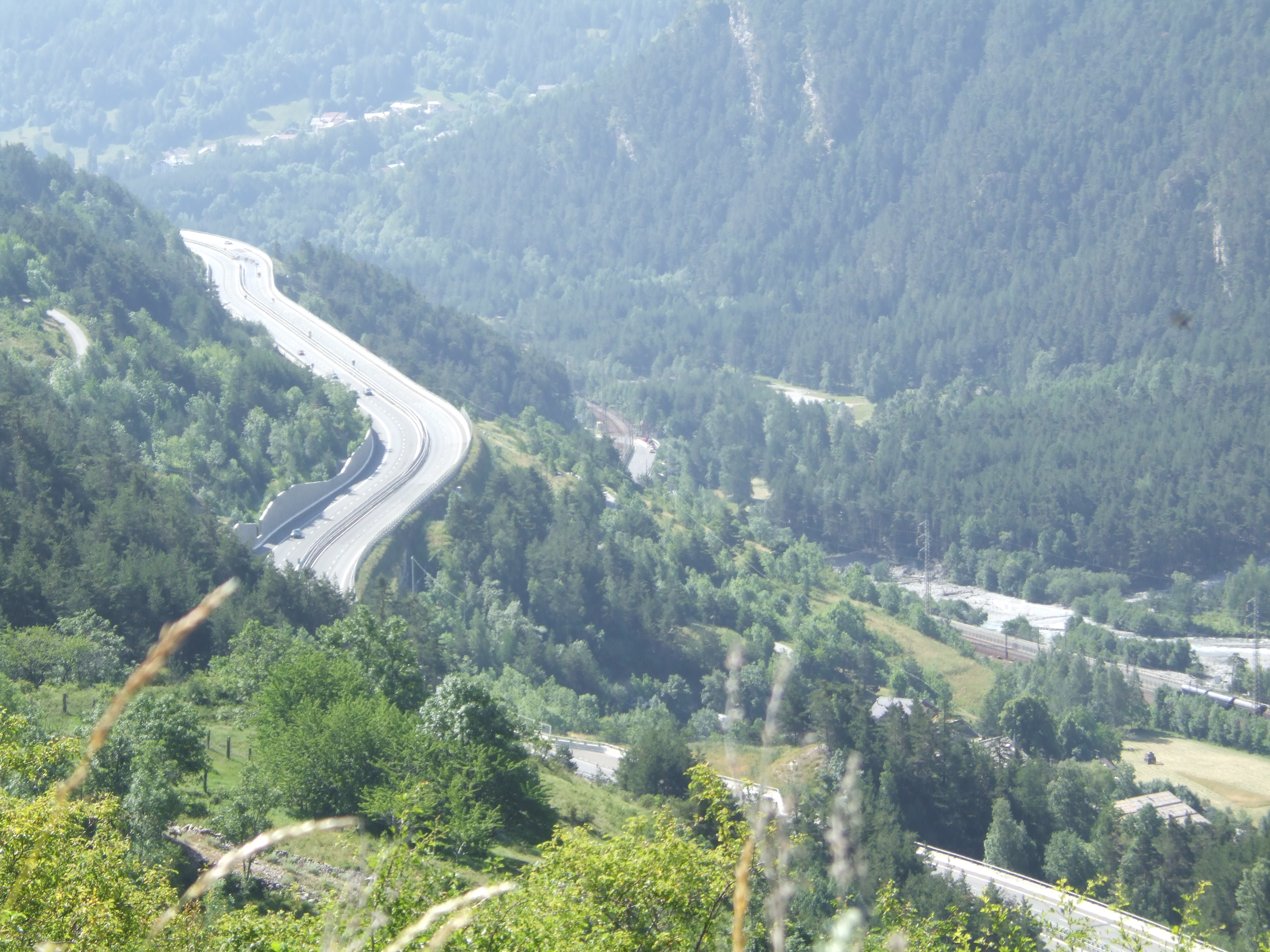
ボーラード近郊のA32、右下部は、フレジュス鉄道とバルドネッキア川

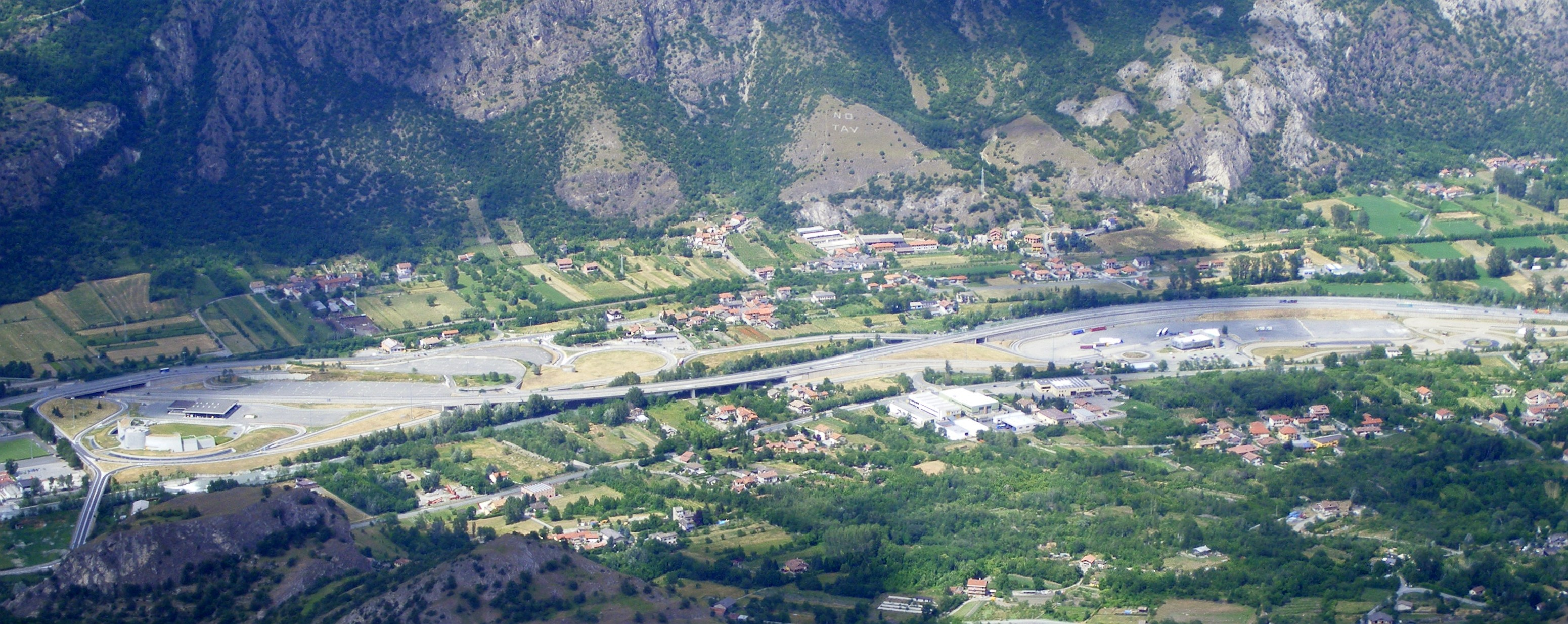
スーザのサービスエリア(Autoporto)とSITAFのオフィスがある建物(右)

| TORINO - FREJUS Autostrada del Frejus |                                             |      |      |      |                |
| 種別                                  | 方面                                        | ↓km↓ | ↑km↑ | 地域 | 欧州自動車道路 |
|                                       | Tangenziale Nord di Torino                  | -    | -    | TO   |                |
|                                       | Rivoli - Rosta Zona industriale             | 0    | 73   | TO   |                |
|                                       | Avigliana Est                               | 6.9  | 66.1 | TO   |                |
|                                       | Avigliana Centro                            | 7.2  | 65.8 | TO   |                |
|                                       | Avigliana Ovest - Almese                    | 9    | 64   | TO   |                |
|                                       | Avigliana本線料金所 料金 5.30 €             |      |      | TO   |                |
|                                       | Borgone                                     | 24   | 43   | TO   |                |
|                                       | Chianocco                                   | 28   | 45   | TO   |                |
|                                       | Susa Est                                    | 35   | 38   | TO   |                |
|                                       | Susa EstAutoporto                           | 36   | 37   | TO   |                |
|                                       | Susa Ovest del Moncenisio - Venaus          | 40   | 33   | TO   |                |
|                                       | "Gran Bosco Salbertrand"サービスエリア      | 54   | 19   | TO   |                |
|                                       | Salbertrand本線料金所 料金 7.30 €           | 57   | 16   | TO   |                |
|                                       | Oulx Est                                    | 59   | 14   | TO   |                |
|                                       | Oulx Ovest                                  | 61.5 | 11.5 | TO   |                |
|                                       | Oulx Circ.ne del Monginevro                 |      |      | TO   |                |
|                                       | Savoulx di Bardonecchia                     | 65   | 8    | TO   |                |
|                                       | Bardonecchia di Bardonecchia                | 72   | 1    | TO   |                |
|                                       | "Frejus"サービスエリア                      | 73   | 0    | TO   |                |
|                                       | Traforo stradale del Frejus                 | -    | -    |      |                |
|                                       | Autostrada della Maurienne フランスとの国境 | -    | -    | -    |                |

## ウルクス環状線
A32 ウルクス環状線は、A32のウルクス環状線出入口から分岐して始まっている、上下線非分離のアウトストラーダである。ウルクスの市街地を迂回する全長2.3 km の道路であり、終点の少し手前にチェザーナ・トリネーゼへの出入口がある。この道路も、SITAFが管理している。
| CIRCONVALLAZIONE DI OULX |                       |      |      |      |
| 種別                     | 方面                  | ↓km↓ | ↑km↑ | 地域 |
|                          | Torino - Bardonecchia | 0    | 2.3  | TO   |
|                          | Cesana Torinese       |      |      | TO   |
|                          | Oulx                  | 2.3  | 0    | TO   |